# Demonax albidofasciatus
Demonax albidofasciatus là một loài bọ cánh cứng trong họ Cerambycidae.